# May in the Summer
Pour plus de détails, voir Fiche technique et Distribution.
May in the Summer (May (ou mai) en été), est un film  jordano-américano-qatari conçu et réalisé par Cherien Dabis et sorti en 2013 en festival et le 7 mai 2014 sur les écrans français.

## Synopsis
May est une jeune Jordanienne d’origine palestinienne installée aux États-Unis, auteure d’un best-seller sur les proverbes arabes et chrétienne non pratiquante. Elle revient dans son pays natal à l’occasion de son prochain mariage avec son fiancé musulman Ziad, également Jordano-Palestinien installé aux États-Unis, qui la rejoindra dans un mois.
Elle retrouve sa mère Nadine, chrétienne fervente engagée dans une église évangélique et opposée à son mariage, et ses deux sœurs fantaisistes, Dalia et Yasmine. Lors d’une sortie en boîte, elle rencontre Karim, un jeune organisateur de voyages d’aventures. Elle renoue avec Edward, son père américain divorcé depuis huit ans, et rencontre Anu, sa nouvelle femme indienne, du même âge qu’elle.
À mesure que le mois avance, May découvre plusieurs secrets de famille et s’interroge sur le bien-fondé de son engagement avec Ziad. Que se passera-t-il à l’arrivée de celui-ci ?

## Fiche technique
- Réalisation : Cherien Dabis
- Scénario : Cherien Dabis
- Production :  États-Unis :
  - Displaced Pictures
  - Anonymous Content
  - Durga Entertainment
- Lieu de tournage : Jordanie
- Langues : anglais, arabe
- Pays de production : Jordanie, Qatar et États-Unis
- Distribution : Memento Films Distribution
- Photographie : Brian Rigney Hubbard
- Musique : Kareem Roustom
- Montage : Sabine Hoffmann
- Ingénieur du son : Tom Efinger
- Durée : 99 minutes
- Dates de sortie : 
  - États-Unis : 17 janvier 2013 Festival du film de Sundance
  - France : 7 mai 2014

## Distribution
- Cherien Dabis : May
- Alia Shawkat : Dalia[1], la sœur de May
- Nadine Malouf : Yasmine, la sœur de May
- Hiam Abbass : Nadine, la mère de May
- Bill Pullman : Edward Brennan, le père de May
- Ritu Singh Pande : Anu Brennan, la deuxième femme de Edward
- Alexander Siddig : Ziad, le fiancé de May
- James Garson Chick : Un homme à la fête
- Alaadin Khasawneh : L'officier à l'immigration
- Elie Mitri : Karim, l'organisateur de voyages
- Nasri Sayegh : Tamer
- Laith Soudani : Un homme à la fête

## Référence
1. ↑  (en) Alia Shawkat plays a budding lesbian in Cherien Dabis’s “May in the Summer”